# Ussolka
Die Ussolka (russisch Усо́лка) ist ein linker Nebenfluss der Tassejewa in der Region Krasnojarsk im Süden von Sibirien.
Die Ussolka entspringt 30 km nordnordöstlich von Ilanski im äußersten Südwesten des Mittelsibirischen Berglands. Von dort fließt sie anfangs in östlicher Richtung, wendet sich aber bald nach Nordnordwest. Sie passiert dabei die Ortschaften Berjosowka, Dserschinskoje und Tassejewo. Schließlich erreicht die Ussolka die Tassejewa, einen linken Nebenfluss der Angara.
Die Ussolka wird wesentlich von der Schneeschmelze gespeist. Im Sommer können starke Niederschlagsereignisse zu Hochwasser führen.
In der zweiten Oktoberhälfte und ersten Novemberhälfte gefriert die Wasseroberfläche der Ussolka. Anfang Mai ist die Ussolka üblicherweise wieder eisfrei.
Die Ussolka hat eine Länge von 356 km. Sie entwässert ein Areal von 10.800 km².
Wichtige Nebenflüsse der Ussolka sind Aban von rechts und Murma von links.